# Berkelaue (Stadtlohn)
Koordinaten: 51° 59′ 9″ N, 6° 57′ 37″ O
Das Naturschutzgebiet Berkelaue (Stadtlohn) liegt auf dem Gebiet der Stadt Stadtlohn im Kreis Borken in Nordrhein-Westfalen.
Das Gebiet erstreckt sich südöstlich der Kernstadt Stadtlohn entlang der Berkel. Anschließend südöstlich erstreckt sich das 167,0 ha große Naturschutzgebiet Berkelaue (Gescher). Südwestlich des Gebietes verläuft die Landesstraße L 608.

## Bedeutung
Für Stadtlohn ist seit 2002 ein rund 84,0 ha großes Gebiet unter der Kenn-Nummer BOR-047 als Naturschutzgebiet ausgewiesen.